# Nazionale maschile di rugby a 7 del Portogallo
La nazionale di rugby a 7 del Portogallo è la selezione che rappresenta il Portogallo a livello internazionale nel rugby a 7.
La nazionale portoghese partecipa alle World Rugby Sevens Series e alla Coppa del Mondo di rugby a 7, oltre a prendere parte anche al Sevens Grand Prix Series di Rugby Europe. Il suo miglior risultato ottenuto nella Coppa del Mondo consiste nel raggiungimento della finale del Plate nel 2005, persa 29-7 contro Samoa.

## Palmarès
- FIRA European Sevens/Sevens Grand Prix Series: 8

2002, 2003, 2004, 2005, 2006, 2008, 2010, 2011
- Giochi mondiali

Kaohsiung 2009: medaglia d'argento

## Partecipazioni ai principali tornei internazionali
- 1993: n.p.
- 1997: quarti di finale Bowl
- 2001: finalista Bowl
- 2005: finalista Plate
- 2009: semifinale Plate
- 2013: quarti di finale Plate

- 1999-00: n.p.
- 2000-01: 14º posto
- 2001-02: 16º posto
- 2002-03: 20º posto
- 2003-04: 15º posto
- 2004-05: 13º posto
- 2005-06: 13º posto
- 2006-07: 15º posto
- 2007-08: 14º posto
- 2008-09: 12º posto
- 2009-10: n.p.
- 2010-11: 13º posto
- 2011-12: 15º posto
- 2012-13: 14º posto
- 2013-14: 14º posto
- 2014-15: 14º posto
- 2015-16: 16º posto
- 2016-17: n.p.
- 2017-18: n.p.
- 2018-19: n.p.

- 2002:  1º posto
- 2003:  1º posto
- 2004:  1º posto
- 2005:  1º posto
- 2006:  1º posto
- 2007: n.p.
- 2008:  1º posto
- 2009: 7º posto
- 2010:  1º posto
- 2011:  1º posto
- 2012:  2º posto
- 2013: 4º posto
- 2014: 9º posto
- 2015: 6º posto
- 2016: 7º posto
- 2017: 8º posto
- 2018: 5º posto
- 2019: 8º posto